# 꼬리

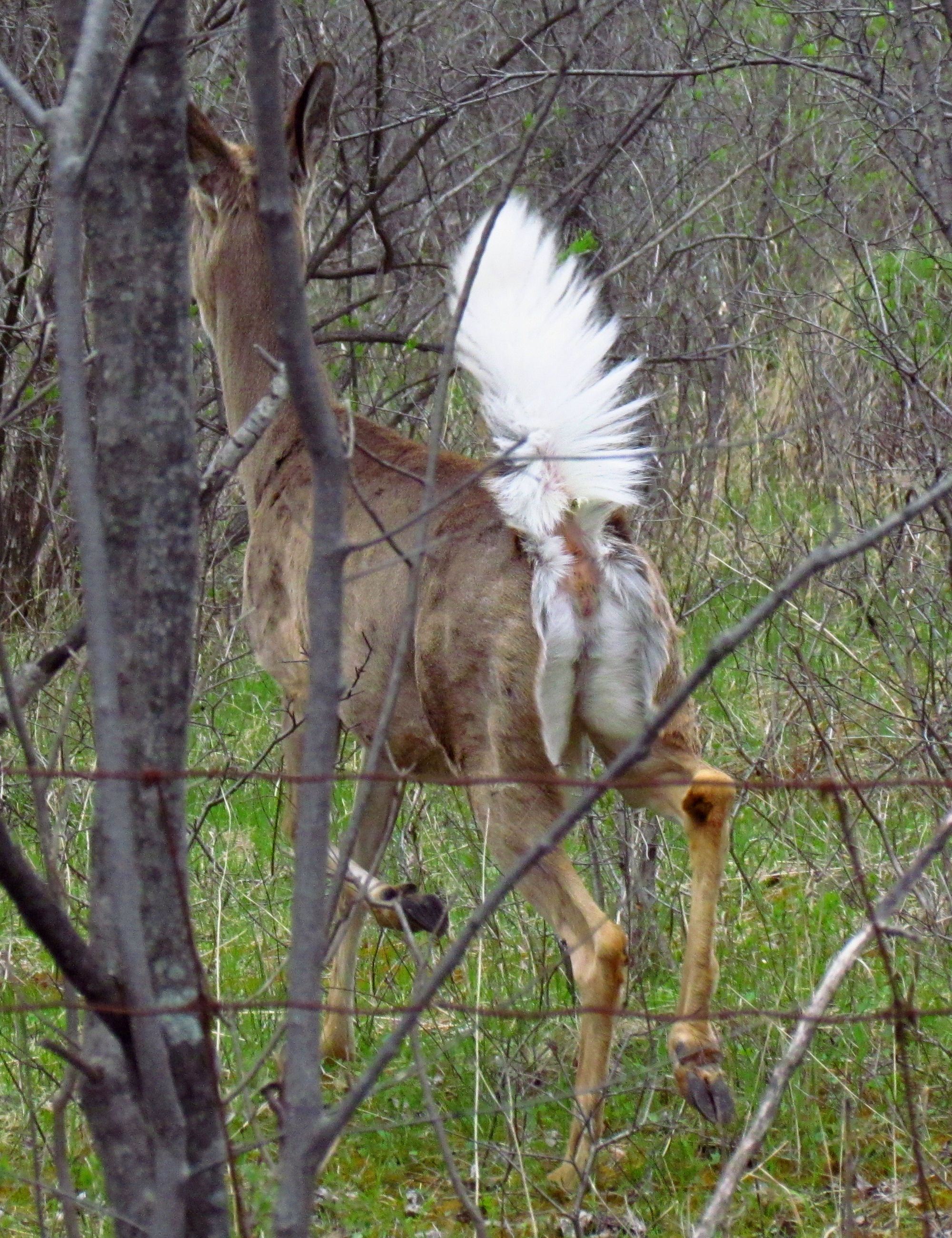
흰꼬리사슴의 꼬리

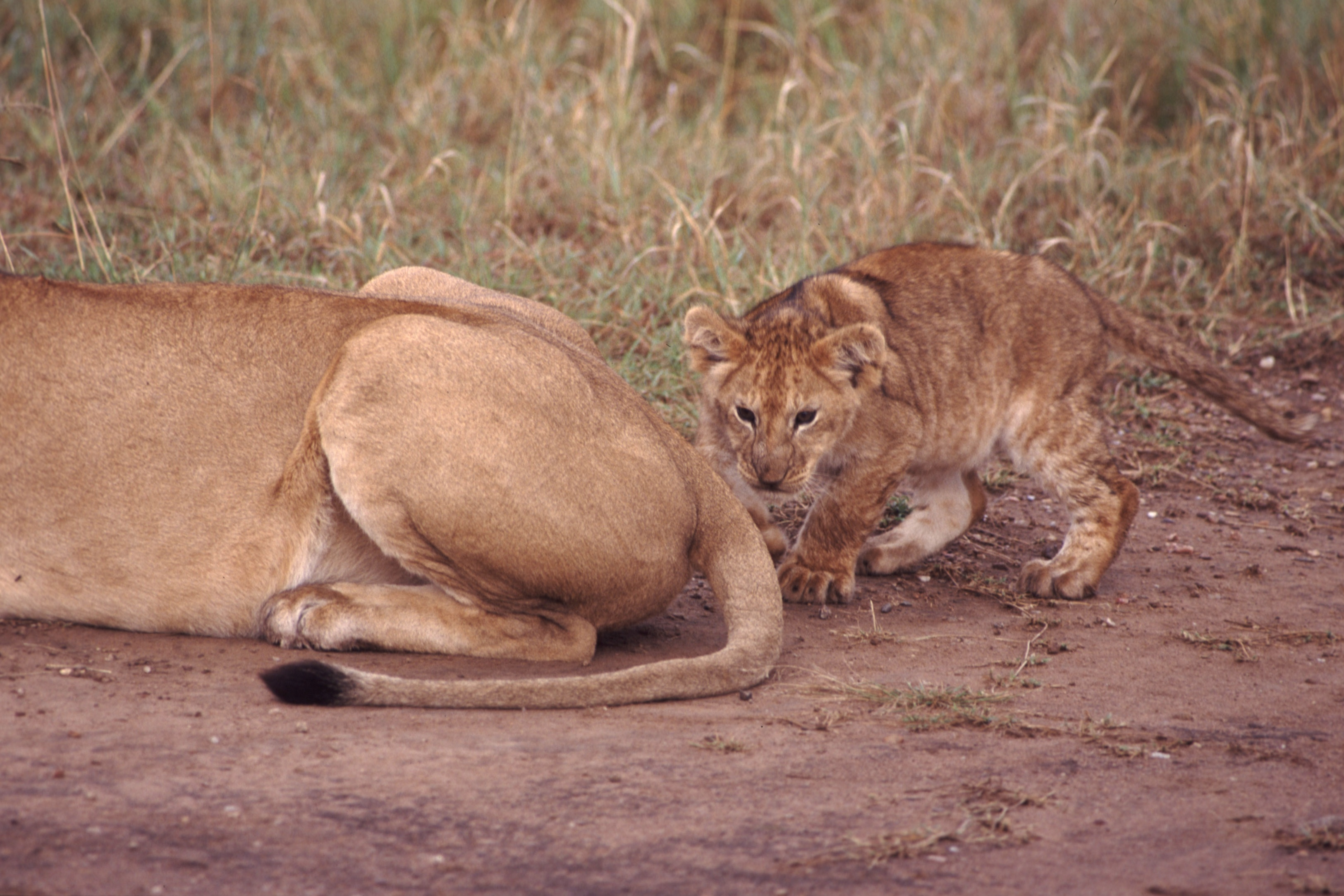
사자의 꼬리.

꼬리(영어: Tail)는 동물의 몸 뒤에 붙어있는 꽁무니나, 조금 나와 있는 부분을 일컫는다. 일반적으로 이 용어는 몸통에 뚜렷하고 유연한 부속물을 의미한다. 포유류, 파충류 및 조류의 천골 및 꼬리뼈에 대략적으로 해당하는 신체 부위이다. 꼬리는 주로 척추동물의 특징이지만 전갈과 스프링테일, 달팽이와 민달팽이를 포함한 일부 무척추동물은 꼬리 모양의 부속물을 가지고 있다.

## 기능
동물의 꼬리는 다양한 방법으로 사용된다. 물고기와 다른 형태의 해양 생물에게 이동의 원천을 제공한다. 많은 육상 동물은 꼬리를 이용해 파리나 기타 무는 곤충을 쫓아낸다. 대부분의 개과 동물은 꼬리를 사용하여 기분과 의도를 전달한다. 고양이와 캥거루를 포함한 일부 종은 균형을 잡기 위해 꼬리를 사용한다. 그리고 원숭이나 주머니쥐 같은 일부 동물은 '잡을 수 있는 꼬리'(prehensile tail)라고 알려진 것을 갖고 있는데, 이 꼬리는 나뭇가지를 잡을 수 있도록 되어 있다.
꼬리는 사회적 신호 전달에도 사용된다. 일부 사슴 종은 근처의 다른 사슴에게 위험 가능성을 경고하기 위해 꼬리 밑면을 흰색으로 번쩍이고, 비버는 위험을 나타내기 위해 꼬리로 물을 치고, 개과 동물(집개 포함)은 꼬리의 위치와 움직임을 통해 감정을 나타낸다. 일부 종의 꼬리는 갑옷으로 덮여 있으며, 전갈과 같은 일부 종에는 독이 들어 있다.
일부 도마뱀 종은 몸에서 꼬리를 분리("캐스트")할 수 있다. 이것은 꿈틀거리는 꼬리에 주의가 산만해지거나 도마뱀이 도망가는 동안 꼬리만 남겨진 포식자를 피하는 데 도움이 될 수 있다. 이러한 방식으로 주조된 꼬리는 일반적으로 시간이 지남에 따라 다시 자라나지만 대체 꼬리는 일반적으로 원본보다 색상이 더 어둡고 뼈가 아닌 연골만 포함되어 있다. 다양한 종의 쥐는 디글로빙(degloving)이라고 알려진 꼬리와 유사한 기능을 보여준다. 꼬리의 바깥층은 동물이 포식자로부터 탈출할 수 있도록 벗겨진다.
대부분의 새의 꼬리는 직근이라고 불리는 긴 깃털로 끝난다. 이 깃털은 방향타로 사용되어 새가 비행 중에 조종하고 조종하는 데 도움이 된다. 그들은 또한 새가 앉아 있는 동안 균형을 잡도록 도와준다. 극락조, 금조, 특히 공작과 같은 일부 종에서는 변형된 꼬리 깃털이 구애 과시에서 중요한 역할을 한다. 딱따구리와 딱따구리를 포함한 다른 종의 매우 단단한 꼬리 깃털 덕분에 나무 줄기에 몸을 단단히 고정할 수 있다.
말과 같은 초식 동물의 꼬리는 곤충을 쓸어내는 데 사용되며 동물의 신체적 또는 감정적 상태를 나타내는 방식으로 위치를 지정하거나 이동한다.

## 인간의 꼬리
인간의 배는 배 크기의 약 1/6 정도의 꼬리를 가지고 있다. 그러나 이것은 꼬리가 아니다. 드물게 척추뼈는 없고 혈관, 근육, 신경만 있는 '부드러운 꼬리'를 가지고 아이가 태어나는 경우가 있는데, 이러한 부속기가 어디에 위치하더라도 흔적적인 진짜 꼬리라기보다는 기형으로 간주된다. 격세증의 결과로 꼬리뼈를 포함하는 "진짜 꼬리"를 가진 유아에 대한 사례는 40건 미만으로 보고되었다.
인간의 골반에는 "꼬리뼈"(미골)가 붙어 있다. 이는 척추의 바닥에 융합된 척추(보통 4개)로 구성된다. 일반적으로 외부로 튀어나오지 않는다. 인간은 꼬리가 없는 종이다.

## 사진

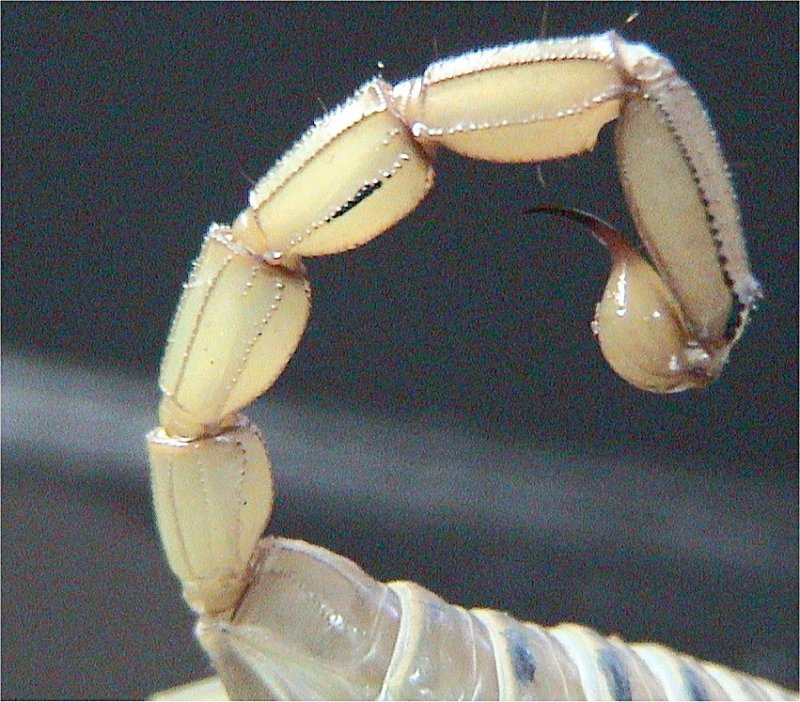
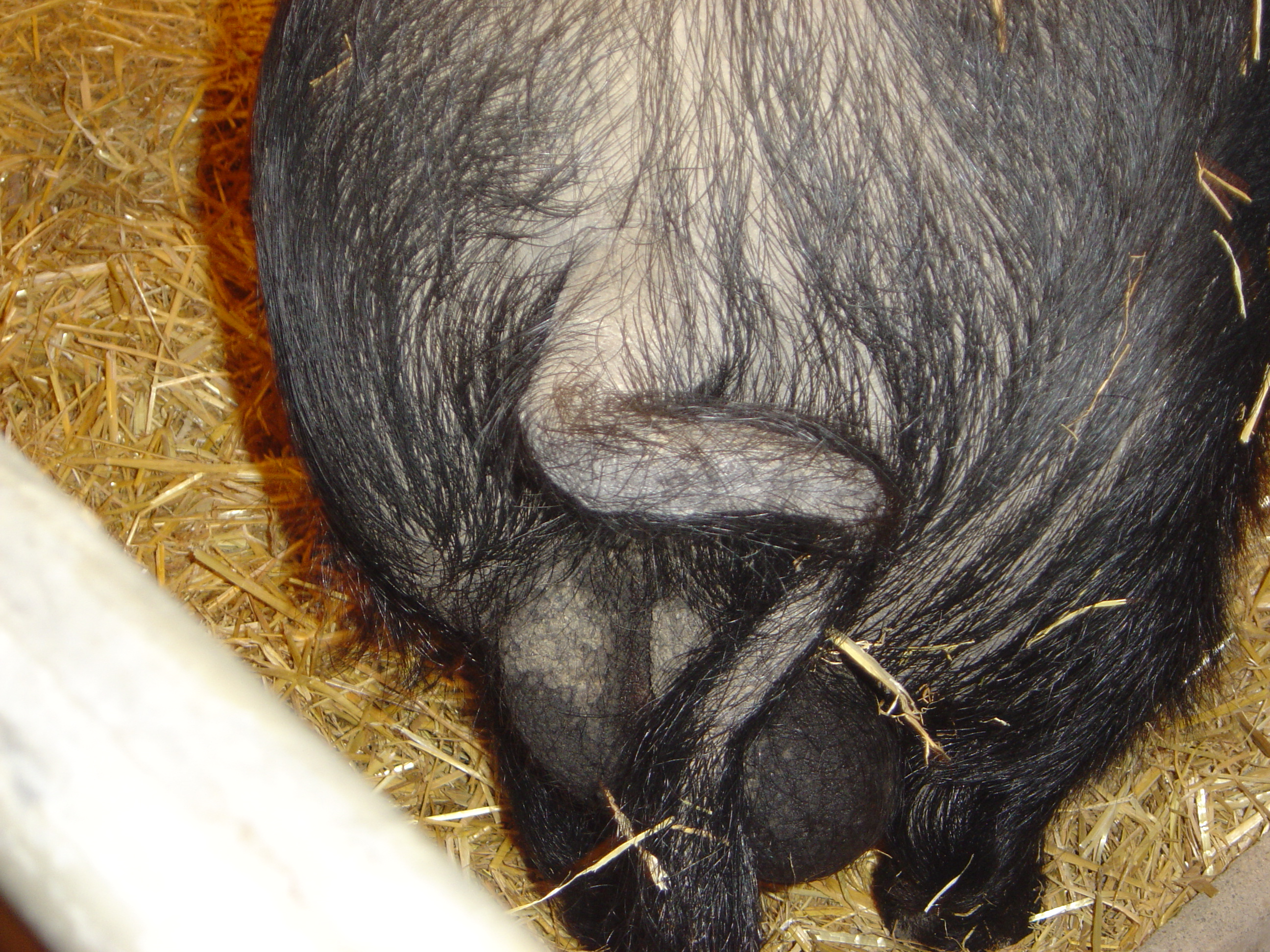
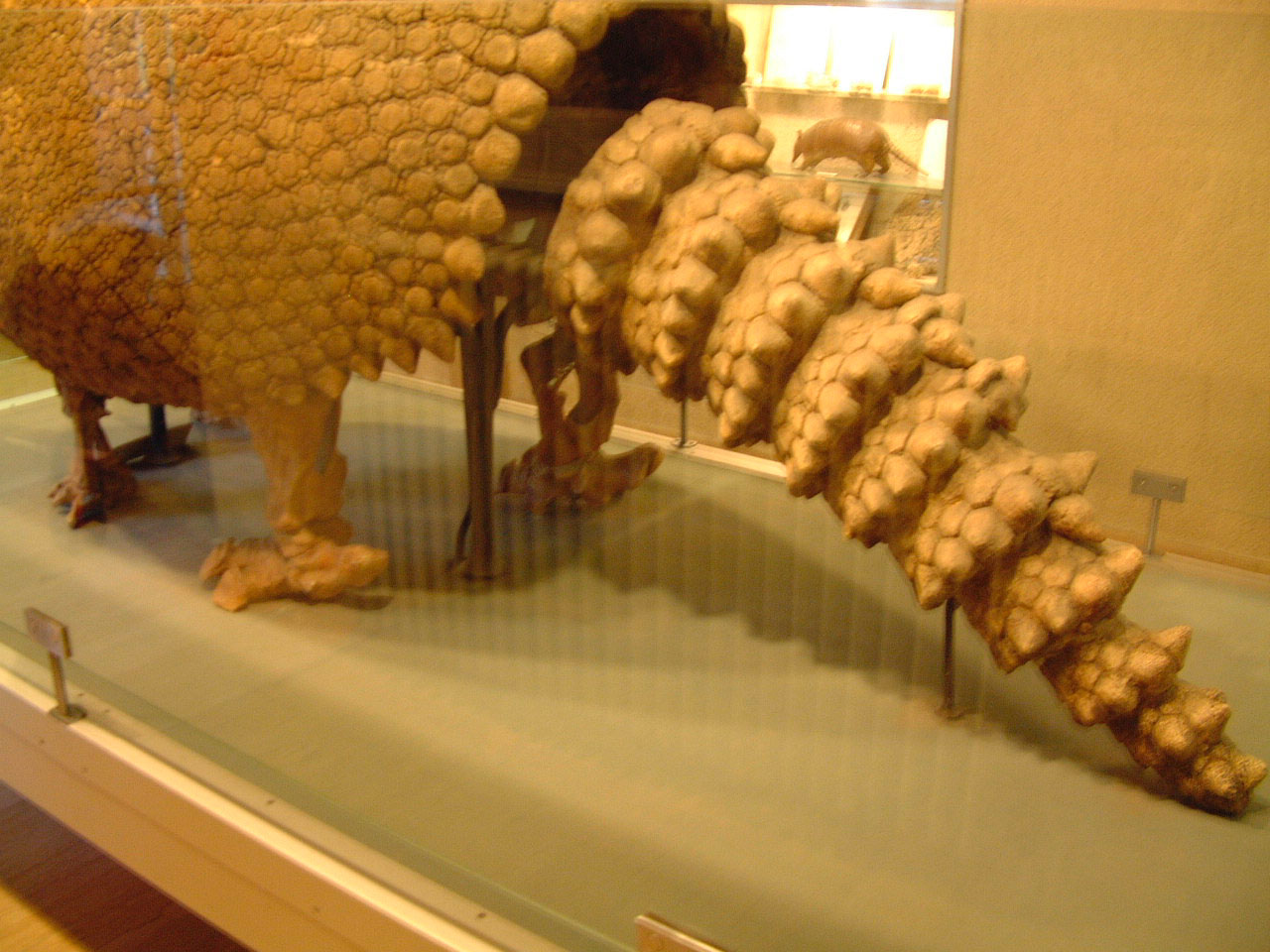
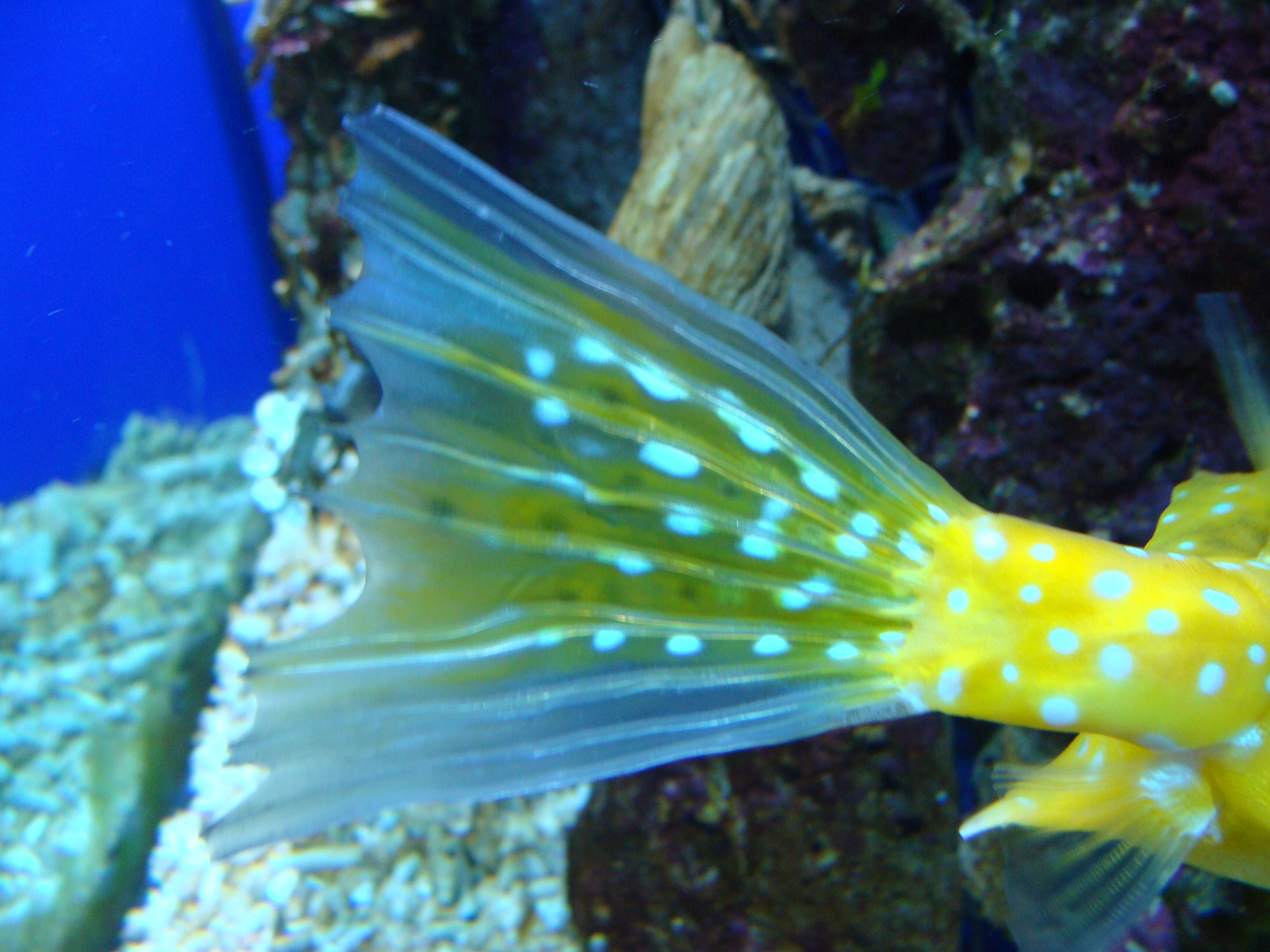
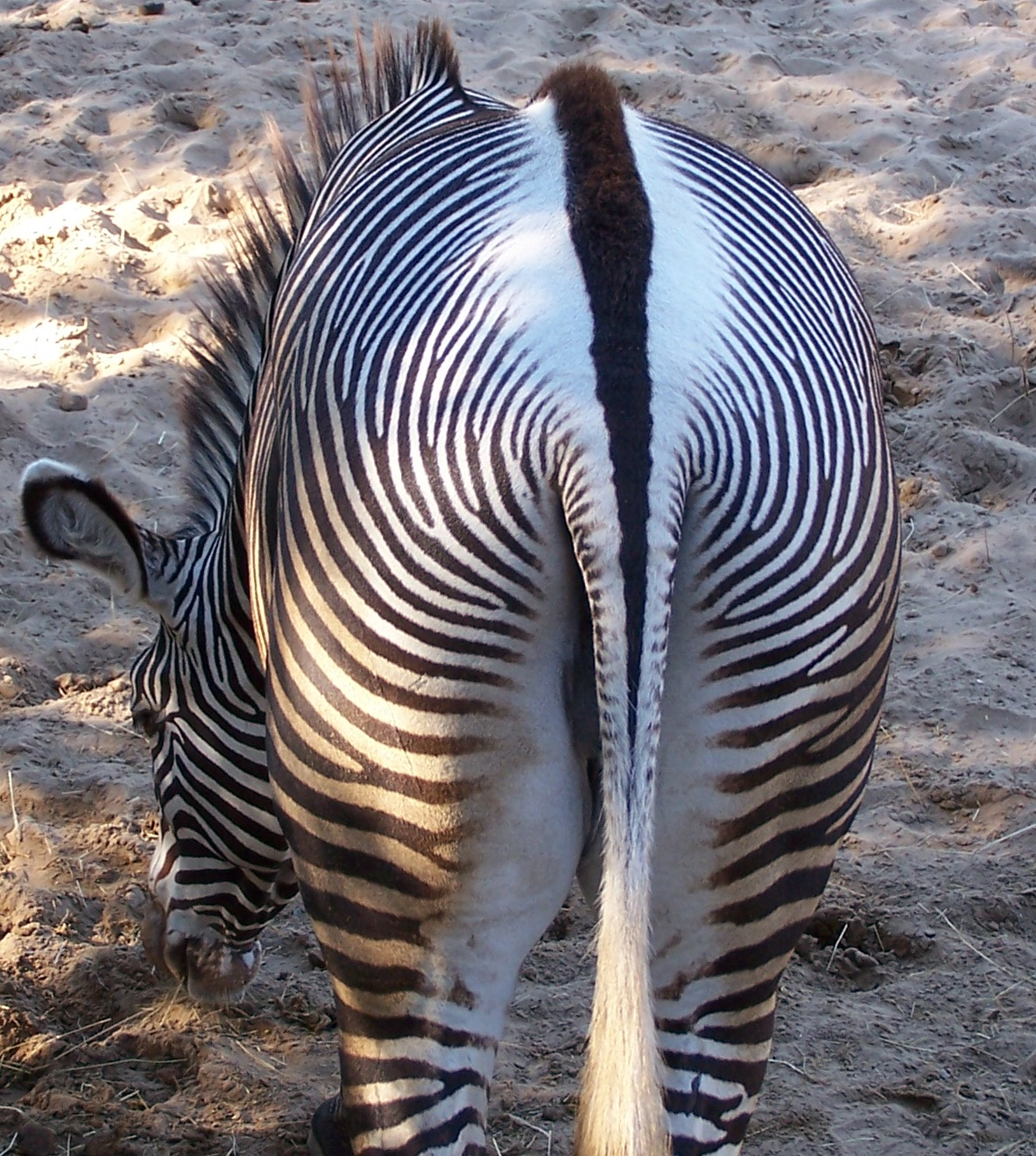
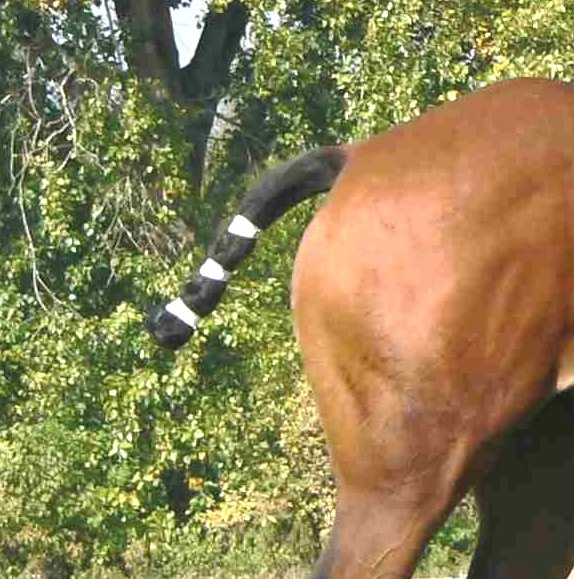
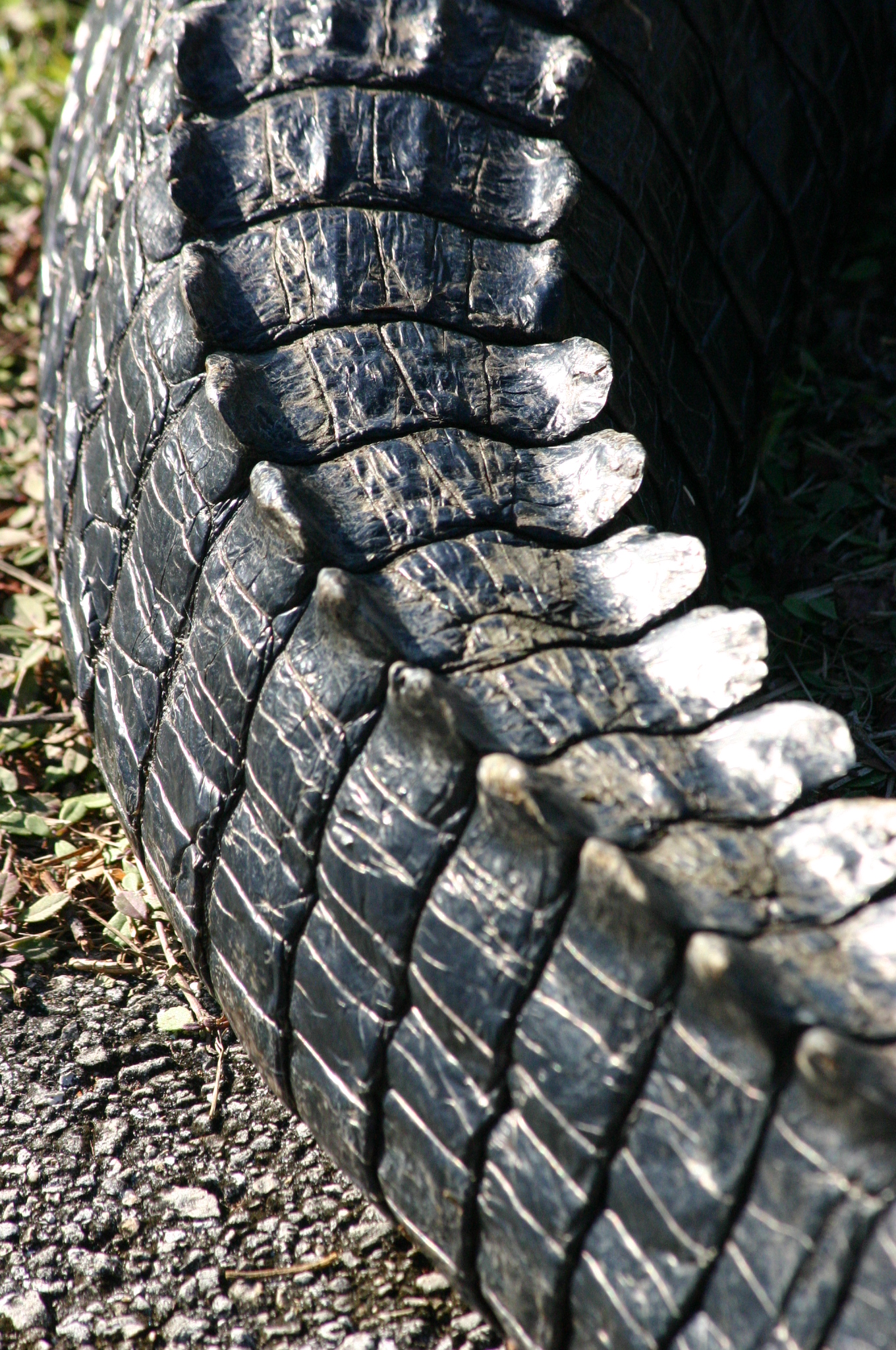
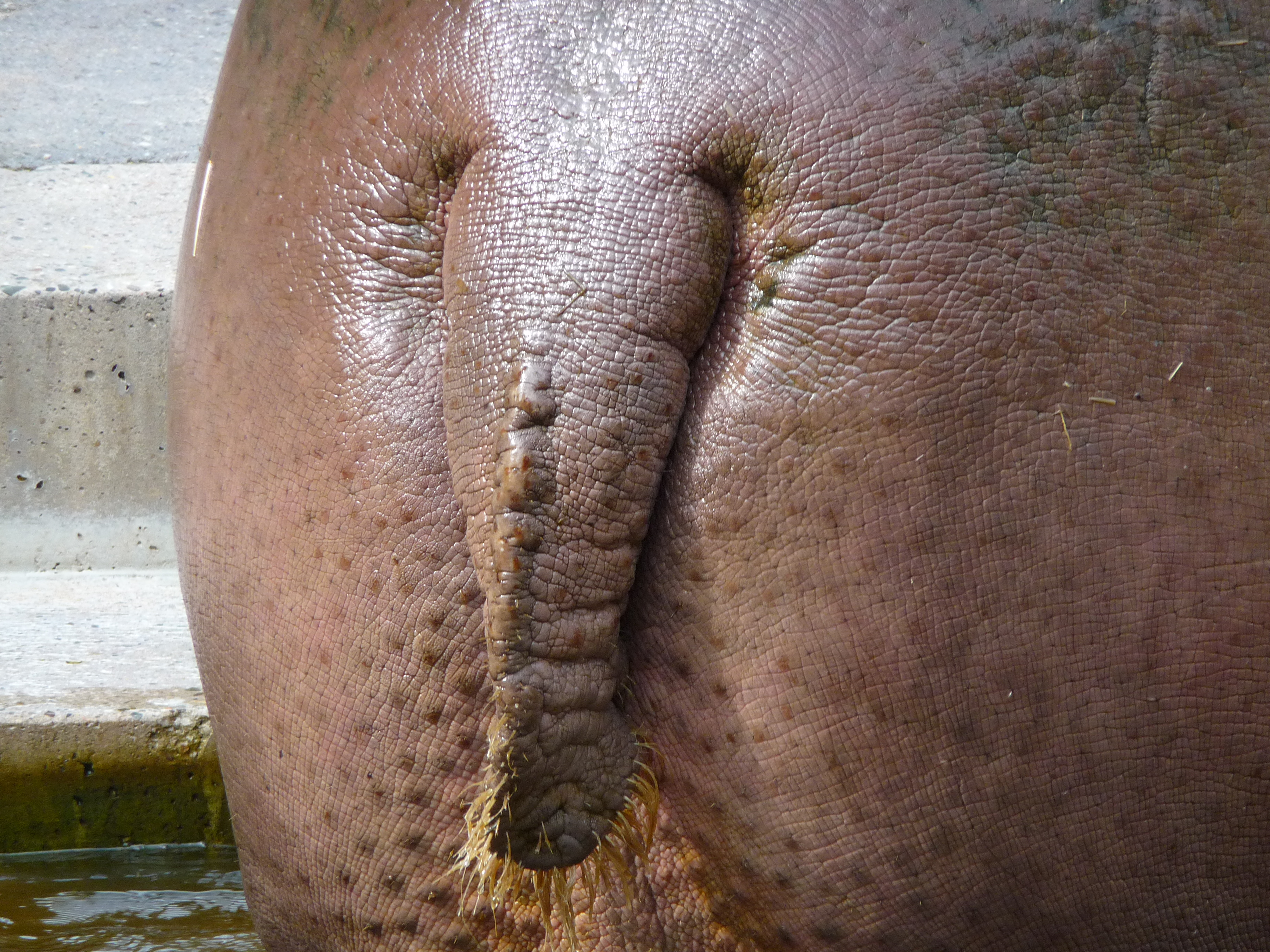

## 같이 보기
- 엉덩이
- 꼬리뼈
- 포니테일(말총머리)